# Ulmerodina impar
Ulmerodina impar is een fossiele soort schietmot uit de familie Philopotamidae.